# U-575
Unterseeboot 575 foi um submarino alemão do Tipo VIIC, pertencente a Kriegsmarine que atuou durante a Segunda Guerra Mundial.
O U-575 esteve em operação entre os anos de 1941 e 1944, realizando neste período 10 patrulhas de guerra, nas quais afundou nove navios aliados e danificou outro, num total de 49935 toneladas de arqueação.
Foi afundado no dia 13 de março de 1944  por cargas de profundidade , causando a morte de 18 tripulantes e deixando 37 sobreviventes.

## Comandantes
| Comandante               | Data                                         |
| ------------------------ | -------------------------------------------- |
| Kptlt. Günther Heydemann | 19 de junho de 1941 - 29 de julho de 1943    |
| Oblt. Wolfgang Boehmer   | 12 de setembro de 1943 - 13 de março de 1944 |

## Subordinação
Durante o seu tempo de serviço, esteve subordinado às seguintes flotilhas:
| Período                                     | Flotilha                                  |
| ------------------------------------------- | ----------------------------------------- |
| 19 de junho de 1941 - 31 de agosto de 1941  | 7. Unterseebootsflottille (treinamento)   |
| 1 de setembro de 1941 - 13 de março de 1944 | 7. Unterseebootsflottille (serviço ativo) |

## Operações conjuntas de ataque
O U-575 participou das seguinte operações de ataque combinado durante a sua carreira:
- Rudeltaktik Brandenburg (15 de setembro de 1941 - 26 de setembro de 1941)
- Rudeltaktik Steuben (14 de novembro de 1941 - 2 de dezembro de 1941)
- Rudeltaktik Endrass (12 de junho de 1942 - 17 de junho de 1942)
- Rudeltaktik Tiger (26 de setembro de 1942 - 27 de setembro de 1942)
- Rudeltaktik Luchs (27 de setembro de 1942 - 6 de outubro de 1942)
- Rudeltaktik Panther (6 de outubro de 1942 - 16 de outubro de 1942)
- Rudeltaktik Puma (16 de outubro de 1942 - 22 de outubro de 1942)
- Rudeltaktik Delphin (26 de dezembro de 1942 - 14 de fevereiro de 1943)
- Rudeltaktik Amsel 1 (3 de maio de 1943 - 6 de maio de 1943)
- Rudeltaktik Elbe (7 de maio de 1943 - 10 de maio de 1943)
- Rudeltaktik Elbe 1 (10 de maio de 1943 - 14 de maio de 1943)
- Rudeltaktik Mosel (19 de maio de 1943 - 24 de maio de 1943)
- Rudeltaktik Siegfried (22 de outubro de 1943 - 27 de outubro de 1943)
- Rudeltaktik Siegfried 3 (27 de outubro de 1943 - 30 de outubro de 1943)
- Rudeltaktik Jahn (30 de outubro de 1943 - 2 de novembro de 1943)
- Rudeltaktik Tirpitz 3 (2 de novembro de 1943 - 8 de novembro de 1943)
- Rudeltaktik Eisenhart 4 (9 de novembro de 1943 - 15 de novembro de 1943)
- Rudeltaktik Preussen (2 de março de 1944 - 13 de março de 1944)

## Coordenadas
1. ↑  em posição 46° 18' N 27° 34' O